# 小野バスストップ (兵庫県)
小野バスストップ（おのバスストップ）は、兵庫県小野市樫山町に位置する山陽自動車道のバス停。
小野市内に同名のバス停が西脇急行線にもあるが場所はかなり離れている。三ノ宮 - 岡山線各停便が停車していたが、2005年8月25日ダイヤ改正以降1日1往復しか停車しなくなった。その後2020年9月1日からは運休となり、2021年4月1日からは各停便の設定もなくなったため停車する路線はなくなった。ちなみに大阪空港 - 姫路駅の路線は途中八多・淡河・志染・久留美には停車するが、小野には停車しない。また、日中は多くの高速バスが通過するが停車しない。

## 停車する路線
なし

## 過去に停車していた路線
- 三ノ宮 - 岡山（神姫バス 三ノ宮 - 岡山）：2020年8月31日まで

## アクセス
- 神姫バス 室山バス停

## 隣
E2山陽自動車道
(4)三木小野IC - (BS)小野BS - (PA)権現湖PA/BS - (5)加古川北IC